# Sajtár

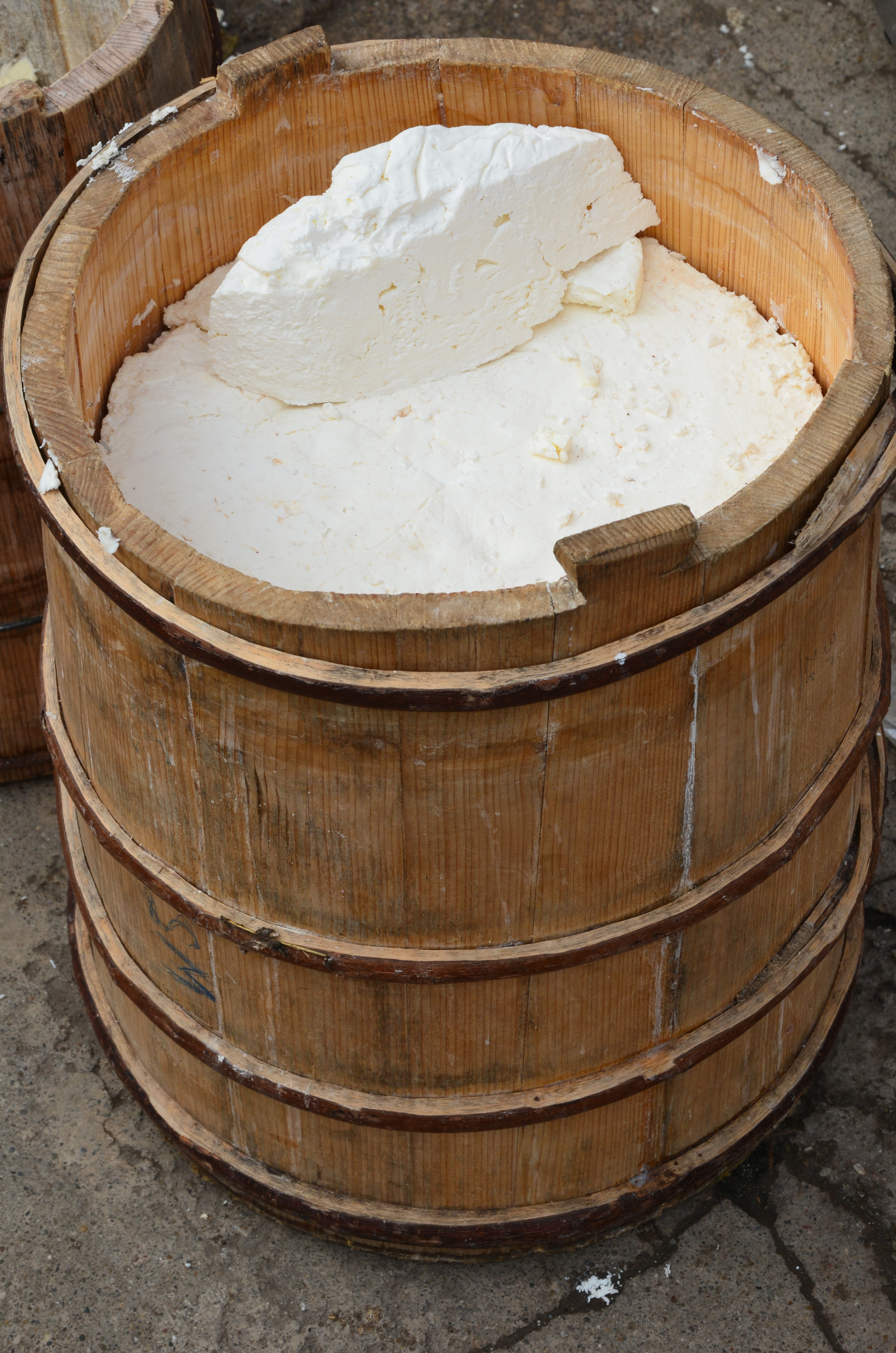
Sajtár

A sajtár fejéskor használt, a tejet összegyűjtő edény. Egyéb megnevezései zsajtár, sétár, fejőveder, rocska, fejő. A sajtár német eredetű szó (Sechter,  Schafferl - gabonamérő edény).
Fából készült, egyenes dongákkal, abroncsozva, általában egy füllel, esetenként kiöntőcsöccsel. Bodnárok készítették. (A későbbiekben gyártották bádogból is, rendszerint zománcozva.)
Űrtartalma 10-14 liter között változott.
A tehenek fejéséhez nagyobb, felfelé táguló, a birkák fejéséhez használt sajtár kisebb, szűkülő nyílású. Tehenek esetében közvetlenül a sajtárba fejték a tejet, míg birkák fejésekor a sajtár mellett egy kis fejőbögrét is alkalmaztak, hogy a tej ne habosodjon. 
A fejőedény mellett hasonló alakú edényt használtak a mosáshoz szükséges hamulúg tárolásához, ennek neve szapuló sajtár. 
A sajtár megnevezés megjelenik a borászatban is hasonló alakú edények esetén.